# Sambong (Pacitan)
Sambong is een bestuurslaag in het regentschap Pacitan van de provincie Oost-Java, Indonesië. Sambong telt 2658 inwoners (volkstelling 2010).